# Ansião
Ansião é uma vila portuguesa pertencente à região das Beiras (Coimbra), e ao distrito Leiria.  integrando atualmente a Região de Leiria no Centro de Portugal, com cerca de 2 700 habitantes.
É sede do Município de Ansião que tem 176,09 km² de área e 11 632 habitantes (2021), subdividido em seis freguesias. O município é limitado a nordeste pelo município de Penela, a leste por Figueiró dos Vinhos, a sul por Alvaiázere, a oeste por Pombal e a noroeste por Soure. Dista da cidade de Leiria, capital do distrito onde se situa, 57 km, via IC8/A1, 48 km da cidade de Coimbra, via A13, e 112 km da cidade de Castelo Branco, via IC8.
A população do concelho (atual município) de Ansião observou desde 1864 um aumento constante até meados de 1930, altura em que o seu declínio se tornou evidente, fenómeno que pode estar relacionado com as conjunturas políticas contrastantes em Portugal e na Europa no final da II Guerra Mundial, que motivaram também uma forte emigração por parte dos cidadãos nacionais.
No entanto, em meados da década de 1960 registou-se um pequeno aumento populacional, provavelmente motivado pelo regresso das populações das antigas colónias portuguesas, em conjunto com as políticas de desincentivo à emigração efetuadas pelos países de destino. Desde então, tem-se registado um decréscimo contínuo na população do município, à semelhança do que se tem registado um pouco por todo o interior do país.

## História
Embora as primeiras referências a Ansião datem de 1175, só em 1514 Manuel I a eleva a vila e lhe outorga foral. O pelourinho, já do século XVII, testemunha na sua inscrição latina a doação da vila a D. Luiz de Menezes, Conde da Ericeira, como prova de agradecimento régio pela sua valorosa participação na Batalha do Ameixial. A Ponte da Cal de seiscentos, a Igreja Matriz de construção austera do século XVII e a Capela da Misericórdia não poderão ser esquecidas nesta viagem pela História.
Uma viagem que pode começar milénios antes ali bem perto: a existência de uma Anta na Atalaia, outra em Alto do Pisca e a localização de um castro da Idade do Ferro no Escampado de S. Miguel são disso testemunho. Um tesouro de denários encontrado junto do castro de Trás de Figueiró, e a possibilidade de a Via Romana que de Sellium se dirigia a Conímbriga atravessar estas terras, parece ficar provada em Santiago da Guarda.
A Residência Senhorial dos Condes de Castelo Melhor com a sua torre quatrocentista conta muito da história destes lugares. As pedras desta construção integram diversos materiais do tempo da dominação Romana, nomeadamente uma inscrição que indica a existência de uma aldeia que, ao tempo, deveria pagar os seus impostos ao município vizinho.
Esta viagem deve continuar por Alvorge e Torre de Vale de Todos e Lagarteira, povoações que se situariam na área da Ladeia, linha de fronteira entre cristãos e mouros nos séculos XII e XIII. Também medieval é o Forno do Avelar. Forno que, pela Senhora da Guia em setembro, cozia o "Bolo" que era distribuído ao povo. Muitos séculos depois, em 1933, José Malhoa pintava um belíssimo retábulo dedicado a Nossa Senhora da Consolação, que está no altar-mor da Igreja Matriz de Chão de Couce.

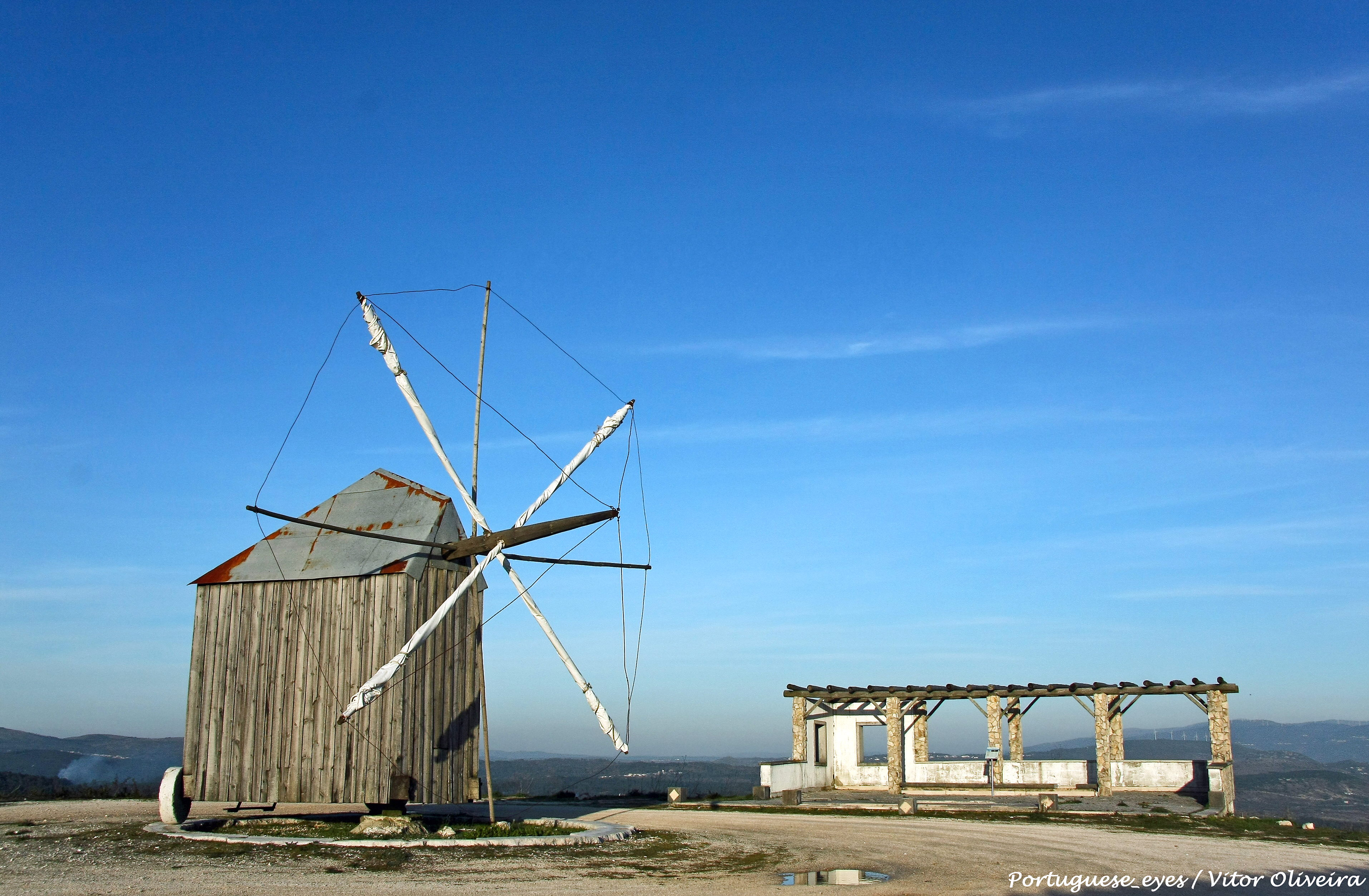
Miradouro da Melriça
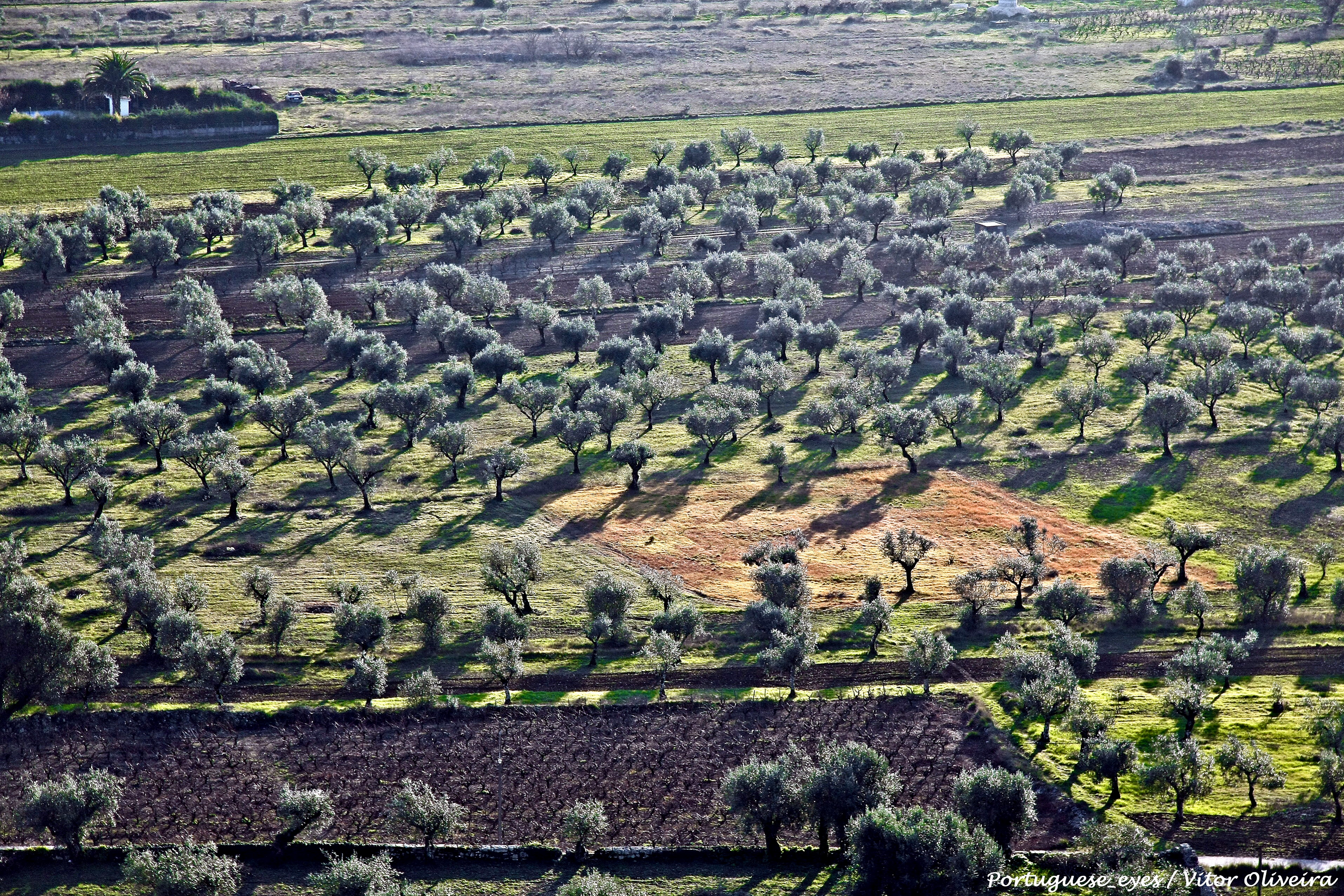
Vista do Miradouro do Outeiro
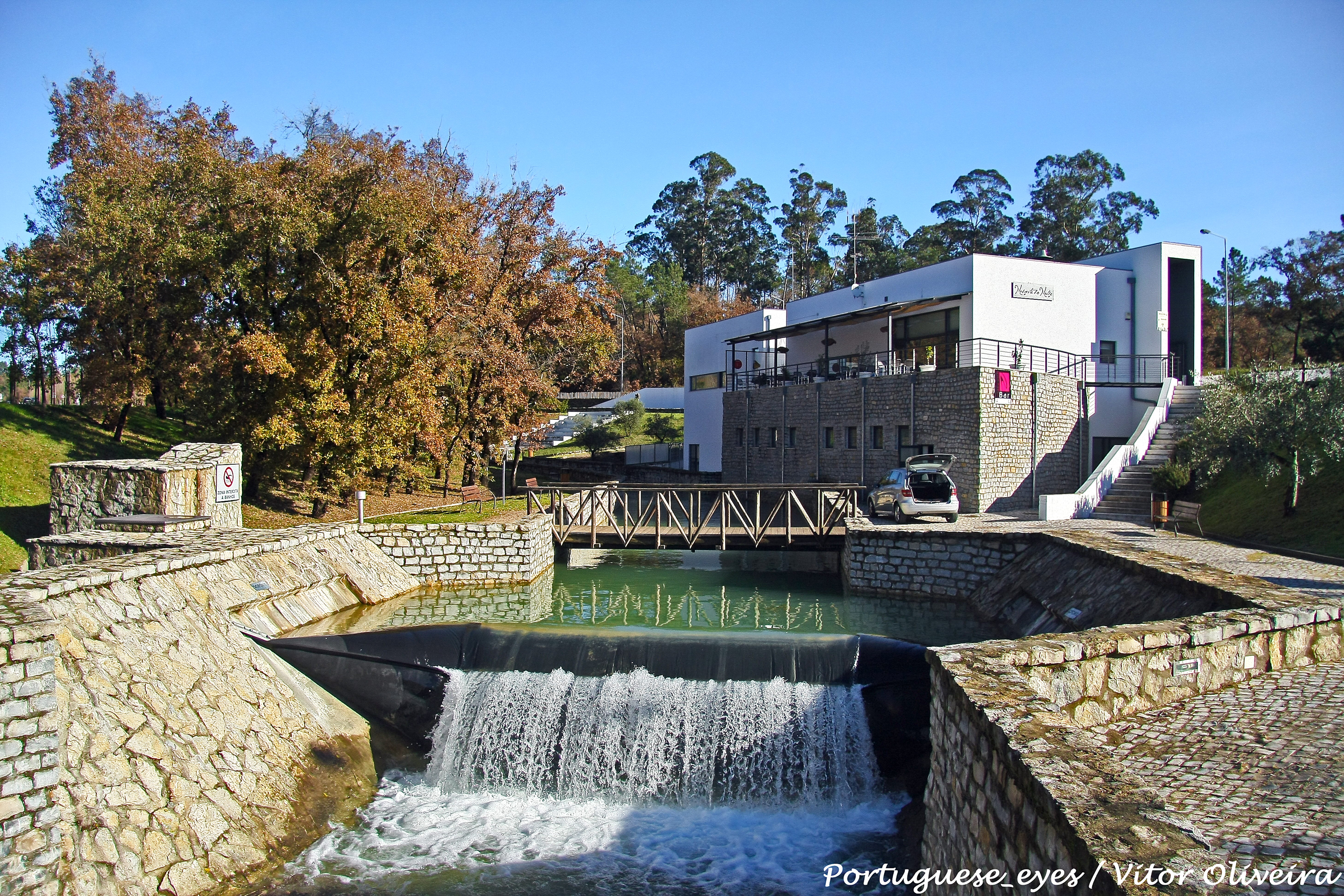
Olhos d'Água (Nascente do Rio Nabão)
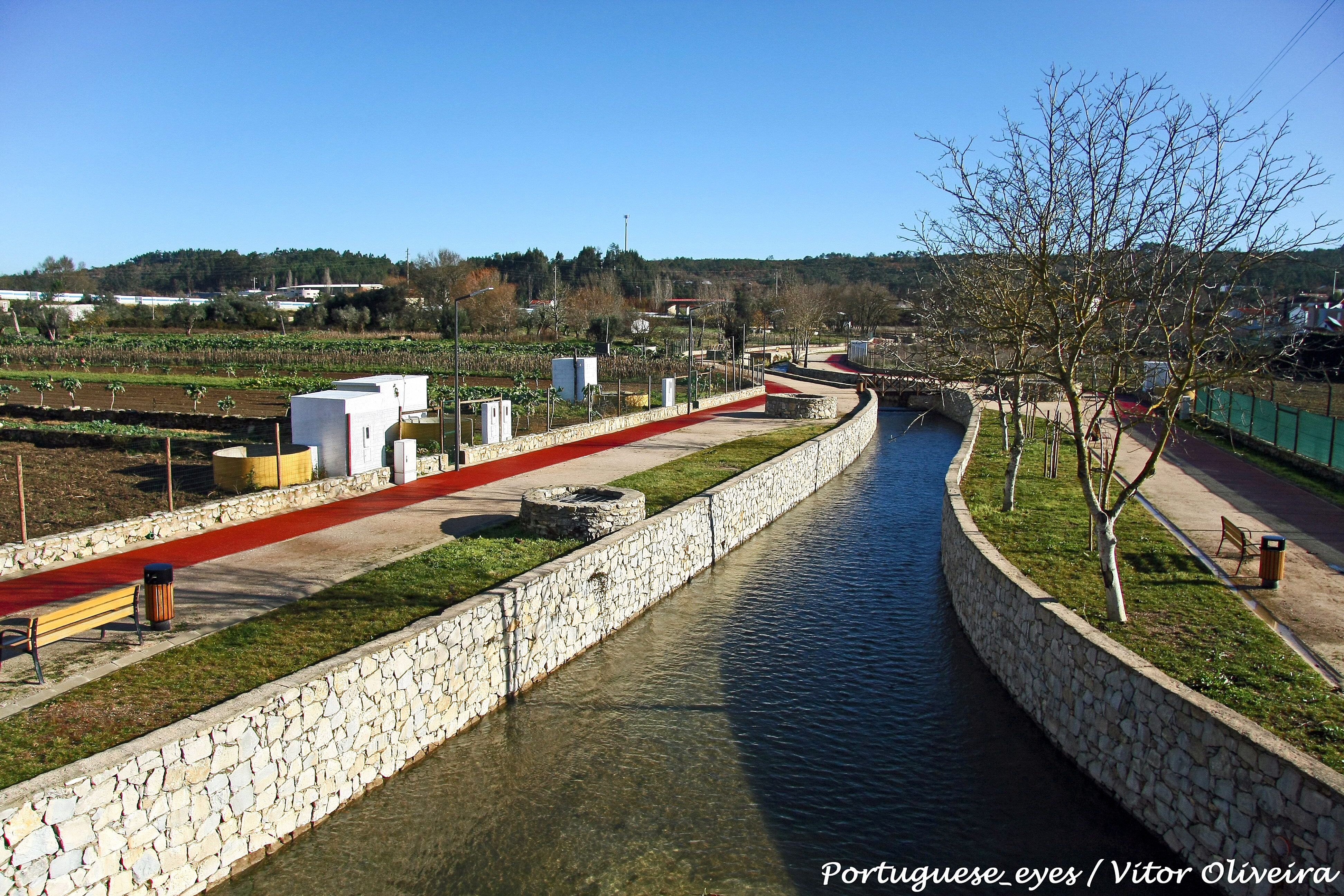
Parque Verde do Nabão

## Freguesias

Freguesias do Município de Ansião

As freguesias de Ansião são as seguintes:
- Alvorge
- Ansião (sede)
- Avelar (vila)
- Chão de Couce
- Pousaflores
- Santiago da Guarda

## Património
- Pelourinho de Ansião
- Padrão seiscentista de Ansião
- Residência Senhorial dos Castelo Melhor

## Política

### Eleições autárquicas[3]
| Data | %       | V       | %      | V      | %     | V     | %              | V            | %              | V  | %              | V  | Participação |                |
| Data | PPD/PSD | PPD/PSD | CDS-PP | CDS-PP | PS    | PS    | FEPU/APU/CDU   | FEPU/APU/CDU | AD             | AD | CH             | CH | Participação |                |
| ---- | ------- | ------- | ------ | ------ | ----- | ----- | -------------- | ------------ | -------------- | -- | -------------- | -- | ------------ | -------------- |
| Data | 1976    | 53,92   | 4      | 22,08  | 2     | 16,67 | 1              | 2,95         | -              |    |                |    |              | 64,87 / 100,00 |
| 1979 | AD      | AD      | AD     | AD     | 13,38 | 1     | 4,98           | -            | 80,01          | 6  | 74,01 / 100,00 |    |              |                |
| 1982 | AD      | AD      | AD     | AD     | 22,20 | 1     | 5,42           | -            | 69,02          | 6  | 64,72 / 100,00 |    |              |                |
| 1985 | 64,81   | 6       | 9,53   | -      | 18,67 | 1     | 3,85           | -            |                |    | 61,94 / 100,00 |    |              |                |
| 1989 | 50,79   | 4       | 22,60  | 2      | 22,55 | 1     | 1,05           | -            | 63,28 / 100,00 |    |                |    |              |                |
| 1993 | 52,40   | 4       | 19,50  | 1      | 22,09 | 2     | 2,16           | -            | 64,38 / 100,00 |    |                |    |              |                |
| 1997 | 55,88   | 5       | 6,10   | -      | 33,14 | 2     | 1,77           | -            | 65,62 / 100,00 |    |                |    |              |                |
| 2001 | 58,80   | 5       | 1,75   | -      | 34,73 | 2     | 1,53           | -            | 67,83 / 100,00 |    |                |    |              |                |
| 2005 | 66,91   | 5       |        |        | 27,89 | 2     | 2,08           | -            | 67,54 / 100,00 |    |                |    |              |                |
| 2009 | 62,58   | 5       | 32,64  | 2      | 2,41  | -     | 63,84 / 100,00 |              |                |    |                |    |              |                |
| 2013 | 49,32   | 4       | 3,09   | -      | 38,62 | 3     | 2,98           | -            | 60,39 / 100,00 |    |                |    |              |                |
| 2017 | 40,02   | 3       | 2,77   | -      | 49,68 | 4     | 2,53           | -            | 63,39 / 100,00 |    |                |    |              |                |
| 2021 | 40,84   | 3       | 1,60   | -      | 47,98 | 4     | 1,28           | -            | 4,99           | -  | 64,75 / 100,00 |    |              |                |

### Eleições legislativas
| Data | %     | %     | %     | %    | %     | %     | %        | %     | %    | %     | %    | %   | %       | % | %  | %  |
| Data | PSD   | PS    | CDS   | PCP  | UDP   | AD    | APU/ CDU | FRS   | PRD  | PSN   | B.E. | PAN | PSD CDS | L | CH | IL |
| ---- | ----- | ----- | ----- | ---- | ----- | ----- | -------- | ----- | ---- | ----- | ---- | --- | ------- | - | -- | -- |
| 1976 | 56,01 | 18,19 | 16,90 | 1,12 | 0,36  |       |          |       |      |       |      |     |         |   |    |    |
| 1979 | AD    | 15,91 | AD    | APU  | 0,68  | 74,34 | 2,78     |       |      |       |      |     |         |   |    |    |
| 1980 | AD    | FRS   | AD    | APU  | 0,45  | 77,16 | 2,92     | 14,83 |      |       |      |     |         |   |    |    |
| 1983 | 54,93 | 23,66 | 13,44 | APU  | 0,25  |       | 2,46     |       |      |       |      |     |         |   |    |    |
| 1985 | 59,42 | 15,63 | 8,05  | APU  | 0,56  | 2,10  | 9,05     |       |      |       |      |     |         |   |    |    |
| 1987 | 73,67 | 15,63 | 4,19  | CDU  | 0,18  | 1,28  | 0,47     |       |      |       |      |     |         |   |    |    |
| 1991 | 73,06 | 18,21 | 3,33  | CDU  |       | 0,73  | 0,44     | 0,81  |      |       |      |     |         |   |    |    |
| 1995 | 58,36 | 30,26 | 7,46  | CDU  | 0,34  | 0,87  |          |       |      |       |      |     |         |   |    |    |
| 1999 | 56,24 | 31,55 | 7,36  | CDU  |       | 1,29  | 0,31     | 0,76  |      |       |      |     |         |   |    |    |
| 2002 | 62,30 | 25,07 | 7,95  | CDU  | 1,00  |       | 0,82     |       |      |       |      |     |         |   |    |    |
| 2005 | 53,19 | 31,06 | 8,05  | CDU  | 1,20  | 2,01  |          |       |      |       |      |     |         |   |    |    |
| 2009 | 47,86 | 28,81 | 11,10 | CDU  | 1,72  | 4,68  |          |       |      |       |      |     |         |   |    |    |
| 2011 | 59,05 | 19,89 | 9,32  | CDU  | 1,85  | 2,27  | 0,74     |       |      |       |      |     |         |   |    |    |
| 2015 | CDS   | 23,58 | PSD   | CDU  | 2,57  | 5,42  | 0,76     | 58,42 | 0,53 |       |      |     |         |   |    |    |
| 2019 | 43,41 | 33,07 | 3,42  | CDU  | 1,93  | 5,15  | 1,98     |       | 0,61 | 1,32  | 0,66 |     |         |   |    |    |
| 2022 | 42,43 | 37,12 | 1,66  | CDU  | 1,60  | 2,46  | 0,66     | 0,71  | 7,32 | 2,55  |      |     |         |   |    |    |
| 2024 | AD    | 23,10 | AD    | CDU  | 43,27 | 1,17  | 2,74     | 1,12  | 1,93 | 17,67 | 3,32 |     |         |   |    |    |

## População do Município
| Número de habitantes | Número de habitantes | Número de habitantes | Número de habitantes | Número de habitantes | Número de habitantes | Número de habitantes | Número de habitantes | Número de habitantes | Número de habitantes | Número de habitantes | Número de habitantes | Número de habitantes | Número de habitantes | Número de habitantes | Número de habitantes |
| -------------------- | -------------------- | -------------------- | -------------------- | -------------------- | -------------------- | -------------------- | -------------------- | -------------------- | -------------------- | -------------------- | -------------------- | -------------------- | -------------------- | -------------------- | -------------------- |
| 1864                 | 1878                 | 1890                 | 1900                 | 1911                 | 1920                 | 1930                 | 1940                 | 1950                 | 1960                 | 1970                 | 1981                 | 1991                 | 2001                 | 2011                 | 2021                 |
| 12177                | 13096                | 12961                | 13562                | 14601                | 14832                | 15543                | 17391                | 18309                | 17268                | 15058                | 15446                | 14029                | 13719                | 13092                | 11642                |

(Obs.: Número de habitantes "residentes", ou seja, que tinham a residência oficial neste município à data em que os censos  se realizaram.)
| Número de habitantes por Grupo Etário | Número de habitantes por Grupo Etário | Número de habitantes por Grupo Etário | Número de habitantes por Grupo Etário | Número de habitantes por Grupo Etário | Número de habitantes por Grupo Etário | Número de habitantes por Grupo Etário | Número de habitantes por Grupo Etário | Número de habitantes por Grupo Etário | Número de habitantes por Grupo Etário | Número de habitantes por Grupo Etário | Número de habitantes por Grupo Etário | Número de habitantes por Grupo Etário | Número de habitantes por Grupo Etário |
| ------------------------------------- | ------------------------------------- | ------------------------------------- | ------------------------------------- | ------------------------------------- | ------------------------------------- | ------------------------------------- | ------------------------------------- | ------------------------------------- | ------------------------------------- | ------------------------------------- | ------------------------------------- | ------------------------------------- | ------------------------------------- |
|                                       | 1900                                  | 1911                                  | 1920                                  | 1930                                  | 1940                                  | 1950                                  | 1960                                  | 1970                                  | 1981                                  | 1991                                  | 2001                                  | 2011                                  | 2021                                  |
| 0-14 Anos                             | 4 213                                 | 4 591                                 | 4 525                                 | 4 887                                 | 5 504                                 | 5 339                                 | 4 748                                 | 4 220                                 | 3 559                                 | 2 435                                 | 1 894                                 | 1 679                                 | 1 174                                 |
| 15-24 Anos                            | 2 323                                 | 2 283                                 | 2 579                                 | 2 776                                 | 2 815                                 | 3 154                                 | 2 926                                 | 1 860                                 | 2 417                                 | 2 150                                 | 1 691                                 | 1 285                                 | 1 111                                 |
| 25-64 Anos                            | 5 581                                 | 5 718                                 | 6 091                                 | 6 663                                 | 7 183                                 | 7 726                                 | 7 586                                 | 6 675                                 | 6 884                                 | 6 765                                 | 7 007                                 | 6 610                                 | 5 584                                 |
| = ou > 65 Anos                        | 1 144                                 | 1 303                                 | 1 333                                 | 1 446                                 | 1 622                                 | 1 795                                 | 2 008                                 | 2 145                                 | 2 586                                 | 2 679                                 | 3 127                                 | 3 518                                 | 3 773                                 |

(Obs: De 1900 a 1950 os dados referem-se à população "de facto", ou seja, que estava presente no município à data em que os censos se realizaram. Daí que se registem algumas diferenças relativamente à designada população residente)

## Ansianenses ilustres
- Fernando Travassos, nascido em Arganil
- Arménio Mendes
- Políbio Gomes dos Santos
- Jerónimo Soares Barbosa
- Pedro Tochas
- Vitorino Henriques Godinho
- Luís de Matos, nascido em Moçambique em 1970
- Padre Carlos Luís Barata, nascido em Góis
- José Emídio Medeiros
- Manuel Augusto Dias
- Alberto Mendes Rosa
- Pascoal José de Melo
- Francisco Fernandes Rosa Falcão, nascido em Lamas (Miranda do Corvo)

## Geminações
A vila de Ansião é geminada com as seguintes cidades:
- Santos, São Paulo, Brasil
- Erbach Odenw. (Hessen)
- Le Pont-de-Beauvoisin, Isere, França
- Kaarina, Turku, Filandia
- Mosteiros, Ilha do Fogo, Cabo Verde
- Jičín, República Checa